# Islallana
Islallana es una localidad española de la comunidad autónoma de La Rioja, es una pedanía que pertenece al municipio de Nalda. Está situada junto al río Iregua, rodeada de numerosas peñas, en las primeras estribaciones del sistema Ibérico.
En esta localidad toma las aguas del Iregua el Río Antiguo, canal de riego que abastece a los municipios de Nalda, Albelda de Iregua, Entrena, Navarrete y Fuenmayor.
Las fiestas patronales se celebran el 3 de diciembre y el 11 de marzo, en ambos casos en honor a S. Francisco Javier.

## Comunicaciones
Islallana se halla atravesada por la N-111, que comunica Logroño con Soria.
| Noroeste: Sorzano |  | Noreste: Nalda y Albelda de Iregua |
|                   |  |                                    |
| Sureste: Viguera  |  |                                    |

## Lugares de interés

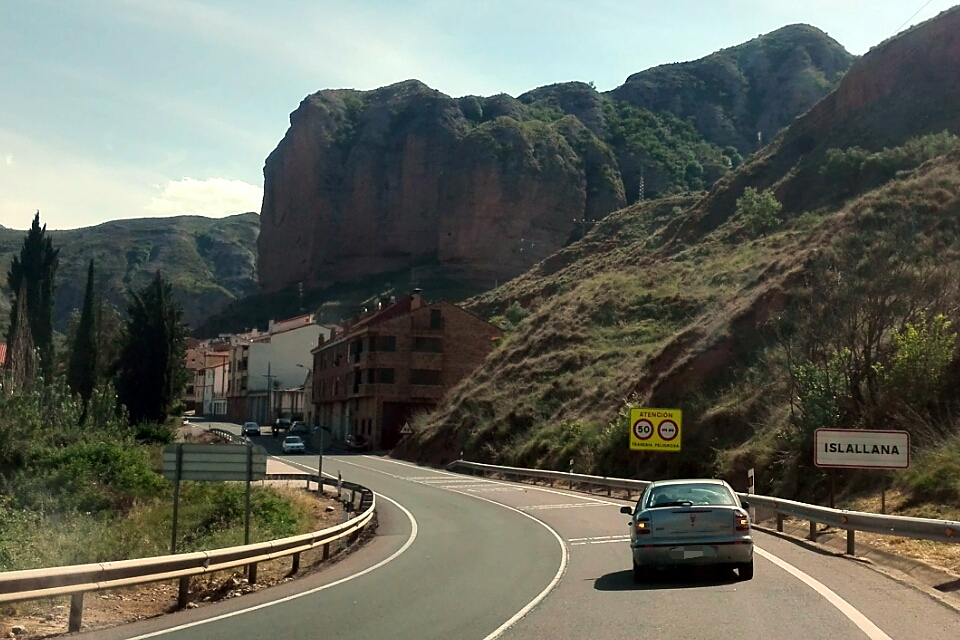
Entrada de Islallana

### Edificios y monumentos
- Iglesia parroquial de San Pedro Apóstol. Románica, del siglo XIV, construida en mampostería y sillarejo. Se trata de una nave de cinco tramos con cubierta de cañón apuntado.

### Parajes naturales

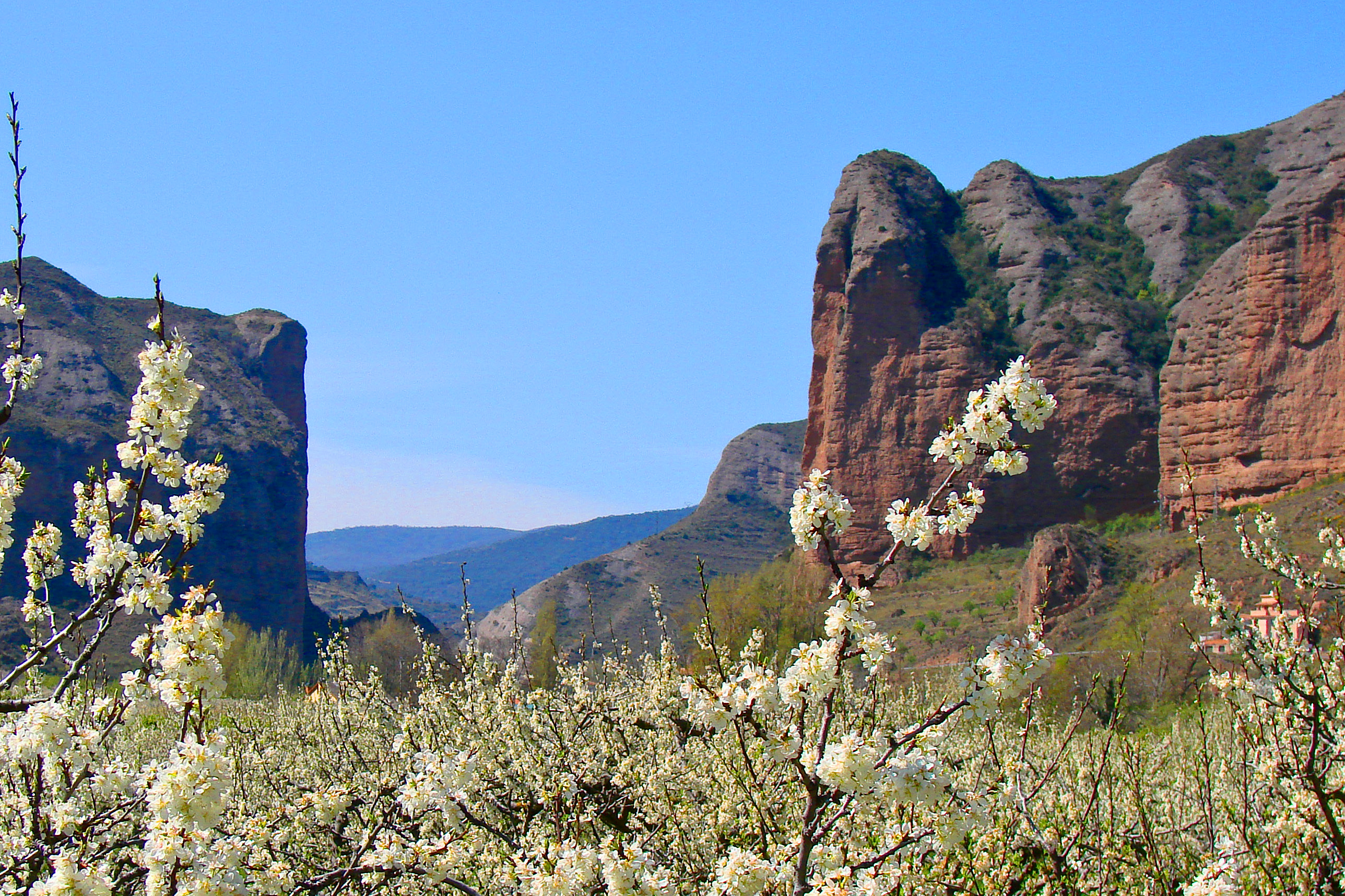
Puerta del Camero Nuevo.

- Peñas de Islallana. El pueblo está flanqueado por unas impresionantes moles de conglomerados. Al oeste, justamente detrás del casco urbano se encuentran la Peñas de Berrendo. Al este, es claramente visible otro grupo de peñas dominadas por la Peña de La Cruz. Esta suele tener otras denominaciones, pero la otorgada por los habitantes de Islallana es «de La Cruz», incluso existe una romería denominada de este modo que se celebra el primer domingo de mayo, se sube a la Peña Bajenza (941 metros) y posteriormente (en torno a las 13:00 horas) se realiza una misa en una peña más baja denominada La Cruz Pequeña y se bendicen los campos y bollos preñados que luego se entregan gratuitamente a los asistentes. Las peñas, donde nidifica una importante colonia de buitre leonado, están incluidas en la zona de especial protección para las aves (ZEPA) de «Peñas del Iregua, Leza y Jubera».

## Demografía
Islallana contaba a 1 de enero de 2010 con una población de 147 habitantes, 83 hombres y 64 mujeres.
| Gráfica de evolución demográfica de Islallana entre 2001 y 2010                                 |
|                                                                                                 |
| Población de derecho (2001-2010) según los censos de población del INE a 1 de enero de cada año |

## Personas destacadas
- Don Iñigo de la Cruz, conde de Aguilar, que se distinguió en la guerra de sucesión de Felipe V.